# Asura ila
Asura ila là một loài bướm đêm thuộc phân họ Arctiinae, họ Erebidae.